# Upper Siang
Upper Siang är ett distrikt i Indien.   Det ligger i delstaten Arunachal Pradesh, i den östra delen av landet, 1 700 km öster om huvudstaden New Delhi.